# Seznam bosansko-hercegovskih nogometašev
Seznam bosansko-hercegovskih nogometašev.

## A
- Bruno Akrapović
- Muhamed Alaim
- Alen Avdić
- Asmir Avdukić

## B
- Branimir Bajić
- Zlatan Bajramović
- Marijan Bakula
- Elvir Baljić
- Dejan Bandović
- Sergej Barbarez
- Asmir Begović
- Džemal Berberović
- Muhamed Bešić
- Mirsad Bešlija
- Ermin Bičakčić
- Bulend Biščević
- Dragan Blatnjak
- Elvir Bolić
- Branko Bošnjak

## C
- Nermin Crnkić

## D
- Bojan Djordjic
- Edin Džeko
- Ivica Džidić

## Đ
- Milan Đurić

## F
- Mirsad Fazlagić
- Jasmin Fejzić
- Asim Ferhatović

## G
- Vinko Golob (1921-1995)
- Srđan Grahovac
- Ivica Grlić
- Vladan Grujić
- Goran Gutalj

## H
- Amir Hadžiahmetović
- Anel Hadžić
- Izet Hajrović
- Sejad Halilović
- Vahid Halilhodžić
- Nedim Halilović
- Kenan Hasagić
- Mirsad Hibić
- Selver Hodžić
- Tarik Hodžić
- Mirko Hrgović
- Faruk Hujdurović

## I
- Vedad Ibišević
- Senijad Ibričić

## J
- Eldin Jakupović
- Dragan Jović

## K
- Faik Kamberović
- Amir Karić
- Josip Katalinski
- Sead Kolašinac
- Muhamed Konjić
- Abid Kovačević
- Mersad Kovačević
- Dalibor Kozić
- Zoran Kvržić

## L
- Senad Lulić

## M
- Marko Marin
- Haris Medunjanin
- Ninoslav Milenković
- Damir Mirvić
- Zvjezdan Misimović
- Mensur Mujdža
- Moira Murić
- Vahidin Musemić
- Vedin Musić
- Zlatan Muslimovic

## N
- Izet Nanić
- Mato Neretljak
- Stevo Nikolić

## O
- Abdulah Oruč
- Amar Osim
- Ivica Osim (1941-2022)

## P
- Boris Pandža
- Saša Papac
- Srđan Pecelj
- Edin Pehlić
- Miralem Pjanić
- Emir Plakalo
- Boro Primorac
- Bojan Puzigaća

## R
- Elvir Rahimić
- Senad Repuh
- Aleksander Rodić

## S
- Hasan Salihamidžić
- Sejad Salihović
- Mirsad Sejdić
- Blaž Slišković
- Petar Slišković?
- Amir Spahić
- Emir Spahić
- Mario Stanić
- Srđan Stanić
- Miroslav Stevanović
- Mateo Susić
- Pavle Sušić
- Safet Sušić
- Tino-Sven Sušić

## Š
- Edhem Šljivo
- Toni Šunjić

## T
- Almir Tolja
- Stjepan Tomas
- Marko Topić

## V
- Gordan Vidović
- Edin Višća
- Dinko Vrabac
- Ognjen Vranješ
- Avdija Vršajević
- Sabahudin Vugdalić

## Z
- Adnan Zahirović
- Zajko Zeba
- Ermin Zec
- Almedin Ziljkić
- Ervin Zukanović

## Ž
- Boris Živković